# Euphrasia bajankolica
Euphrasia bajankolica är en snyltrotsväxtart som beskrevs av Juzepczuk. Euphrasia bajankolica ingår i släktet ögontröster, och familjen snyltrotsväxter. Inga underarter finns listade i Catalogue of Life.